# Toshio Takabayashi
Toshio Takabayashi (født 15. november 1953) er en japansk fodboldspiller.

## Japans fodboldlandshold
| Japans landshold | Japans landshold | Japans landshold |
| År               | Kmp              | Mål              |
| ---------------- | ---------------- | ---------------- |
| 1974             | 4                | 1                |
| 1975             | 0                | 0                |
| 1976             | 8                | 1                |
| Total            | 12               | 2                |